# John I. Thornycroft & Company
John I. Thornycroft & Company Limited, normalt omtalt som Thornycroft, var et britisk skibsbygningsfirma, grundlagt af John Isaac Thornycroft i Chiswick i 1866. Firmaet flyttede senere til Woolston ved Southampton og i 1966 fusionerede det med Vosper & Company. Det nye firma kom til at hedde Vosper Thornycroft. Mellem 2002 og 2010 overtog firmaet et antal internationale og USA-baserede forsvars- og servicevirksomheder og ændrede navn til VT Group. I 2010 blev virksomheden overtaget af Babcock International, som beholdt aktiviteterne uden for USA, men solgte de USA-baserede aktiviteter til en investeringsfond under Jordan Company, der videreførte dem under navnet VT Group.

## Historie
John Isaac Thornycroft havde vist sine evner og interesse for skibsbygninge som 16-årig i 1859, da han gav sig i kast med at bygge en lille dampbåd. Fartøjet fik navnet Nautilus og i 1862 var det den første dampbåd, der var hurtig nok til at følge med deltagerne rokonkurrencen mellem universiteterne i Oxford og Cambridge. Denne bedrift kastede en del publicity af sig, og resulterede i at John Thornycroft's far, billedhuggeren Thomas Thornycroft, købte et jordstykke ved Themsen i Chiswick i 1864, og der opstod John I. Thornycroft & Co.

### Værftet i Chiswick
I de første 10 år af værftets eksistens var produktionen særdeles begrænset, og bestod mest af dampbåde og dampdrevne lystyachter. Gennembruddet kom i 1873, da værftet byggede en lille torpedobåd med stålskrog, Rap, til den norske marine. Senere fulgte den noget større HMS Lightning, leveret til Royal Navy i 1877. Torpedoer og torpedobåde blev set som fremtidens våben, og i 1870'erne og 1880'erne blev Thornycrofts værft leverandør til en række flåder. Banbury udtrykte det således:
| Citat          | Der var ikke behov for opskruet salgsarbejde, når der skulle afsættes torpedobåde i det 19. århundrede. Tværtimod, kunderne stillede sig selv i kø. | Citat |
| Philip Banbury | |       |

Alle de tidlige både havde dampmaskiner med traditionelle kedler, som på lokomotiver, men lige som sine konkurrenter udviklede værftet senere sine egne vandrørskedler, som John Thornycroft tog patent på i 1885, og som gav mulighed for højere fart. Fartøjerne blev efterhånden større, og de passerede 100 tons med torpedobåden Ariete, leveret til Spanien i 1887. De 200 tons blev rundet med "torpedobåds-ødelæggerne" (torpedo-boat destroyers) af Daring-klassen til Royal Navy. Det største skib, der blev bygget i Chiswick var torpedo-kanonbåden Speedy (af Alarm-klassen) på 810 tons. I 1890'erne blev det stadigt vanskeligere for nye skibe at komme under Hammersmith Bridge - master og skorstene skulle kortes af eller fjernes, og sættes på plads igen længere nede ad floden. Hvis noget gik galt under prøverne og skibet skulle tilbage på værftet, så måtte hele proceduren gøres om. I 1904 købte Thornycroft en grund i Woolston ved Southampton, hvor Oscar Mordaunt tidligere havde bygget skibe, og produktionen blev gradvist flyttet dertil. Da produktionen toppede, beskæftigede værftet i Chiswick 1.700 mand. Bygningen af destroyere på værftet gjorde indtryk på forfatteren H.G. Wells, der lod George Ponderevo, hovedpersonen i bogen Tono-Bungay, få job som konstruktør af destroyere. I bogens sidste kapitel beskrev Wells, hvordan destroyeren X 2 var på prøvetogt og gik under Hammersmith Bridge og ud på åbent hav.
Som årene gik i Chiswick, koncentrerede John Thornycroft sig i stigende grad om designmæssige og tekniske emner, mens den kommercielle side af værftets drift blev overladt til hans svoger (siden 1872), John Donaldson (1841-1899). Da Donaldson døde i 1899, købte en gruppe industrifolk, ledet af William Beardmore, sig ind i firmaet, og de stillede en stor del af kapitalen til rådighed, da firmaet blev omdannet til aktieselskab i 1901, under navnet John I. Thornycroft and Co. Ltd, og med Beardmore som bestyrelsesformand. William Beardmores interesse for virksomheden holdt imidlertid ikke længe, og han fratrådte som formand i 1907. Det nye aktieselskabs direktion bestod af John Thornycrofts søn, John Edward Thornycroft som administrerende direktør, og John Donaldsons søn, Thornycroft Donaldson (ca. 1883-1955) som teknisk direktør.

### Værftet i Woolston
Det første skib til Royal Navy fra værftet i Woolston var destroyeren HMS Tartar af Tribal-klassen. I årene frem til Første Verdenskrig leverede værftet 37 destroyere til Royal Navy og adskillige til andre landes flåder. Under krigen byggede Thornycroft 26 destroyere, 3 undervandsbåde og et stort antal mindre fartøjer til Royal Navy. De mest bemærkelsesværdige mindre fartøjer var motortorpedobådene, Coastal Motor Boats, som var baseret på John I. Thornycrofts arbejde med glidebåde. Thornycroft fortsatte sine eksperimenter med skrogformer fra hjemmet på Isle of Wight indtil sin død i 1928, og han fik godkendt sit sidste patent i 1924.
Byggeriet af mindre skibe flyttede ikke med til Woolston, og der blev i stedet anlagt et værft (Hampton Launch Works) på øen Platt's Eyott i Themsen ved Hampton. Her blev der også bygget lystyachter, og under de to verdenskrige småskibe til Royal Navy. Hampton Launch Works bygge blandt andet yachcterne Enola (1928), Estrellita (1934) (senere omdøbt Rake's Retreat), Aberdonia (1935), og Moonyeen (1937). Yachten Prunella fra 1933 er sandsynligvis også bygget der. Disse fire er bevaret og optaget i National Historic Ships' National Register.
I Woolston fortsatte bygningen af krigsskibe til Royal Navy i nedsat omfang i mellemkrigsårene, og der blev også bygget civile skibe, som færgen Robert Coryndon til Uganda i 1930. Den er delvist bevaret, som skibsvrag på breden af Albertsøen. Da 2. verdenskrig brød ud, blev produktionen igen udvidet, og i Woolston blev der bygget korvetter og destroyere, og i Hampton en lang række mindre skibe. Produktionen i Woolston var hæmmet af, at den vigtigste fabrik for Spitfire-jagere, Supermarine, også lå i Woolston. Den blev bombet adskillige gange i begyndelsen af krigen, og Thornycrofts værft fik ofte en del af bomberne. Blandt de mest bemærkelsesværdige skibe, værftet byggede under krigen, var to eskorte-destroyere af Hunt-klassen, HMS Bissenden og HMS Brecon, der havde bedre stabilitet end deres søsterskibe. Det største krigsskib værftet leverede i krigsårene var den hurtige minelægger HMS Latona på 2.650 ton, hvis turbinedrevne maskineri præsterede 72.000 HK og en hastighed på 40 knob.
Den første sødygtige Assault Landing Craft (ALC), senere betegnet LCA, Landing Craft Assault, blev bestilt af Royal Navy hos Thornycroft. Før den havde der været en prototype, ALC No 1, bygget hos J. Samuel White i Cowes og tegnet af Fleming Jenkin, men den var ikke vellykket. Thornycrofts design var langt tættere på flådens ønsker, med lav profil, dæmpede motorer og lav dybgang. Den fik betegnelsen ALC No 2, og var 12,6 m (41,5 ft) lang og udstyret med to Ford V8-motorer på hver 65 HK. Med nogle få justeringer blev konstruktionen godkendt af flådeledelsen, og der blev bygget 1.929 under krigen. I 1944 var produktionen oppe på 60 om måneden. LCA'en var et nogenlunde søskib, så længe bølgerne holdt sig under 1,5 m (5 ft). Hvis de var højere, blev bådene overskyllet, og situationen kunne blive kritisk. I den hårde søgang på D-dagen, 6. juni 1944, mistede Royal Navy et antal LCA'er, der fungerede som støtteskibe. I alt gik 371 LCA'er tabt under krigen, heraf 267 i 1944.
Efter krigen tyndede det igen ud i produktionen, som blandt andet omfattede destroyere, fregatter og minestrygere til Royal Navy og andre flåder. Der blev også bygget civile skibe, for eksempel færgen Scillonian, i 1955, leveret til Isles of Scilly Steamship Company. I Juli 1960 blev John Edward Thornycroft afløst af sin søn John Ward Thornycroft som bestyrelsesformand.
På trods af en beskeden indtjening forsøgte firmaet stadig at udvikle nye produkter, blandt andet med skrog af glasfiber, men den svage økonomi betød, at værftets ledelse slog til, da det nærliggende værft Vosper & Company, (med David Brown Ltd. som hovedaktionær) tilbød en fusion. Vosper havde mange ordrer på nye skibe, men manglede plads til at bygge dem i Portsmouth. Det fælles selskab kom til at hedde Vosper Thornycroft, og værftet blev udbygget indtil 2003, hvor pladsen i Woolston blev for trang, og man i stedet udvidede i Portsmouth under det nye navn VT Group.
Dermed var det slut for værftet i Woolston, og VT Group blev i 2010 overtaget af Babcock International. Babcock beholdt VT Groups britiske aktiviteter under eget navn, men solgte de USA-baserede interesser, VT Services Inc, til det nydannede VT Holdings Inc (stiftet af Jordan Company) i 2012. Aktiviteterne i USA blev ført videre under navnet VT Group.

## Eksterne links
- Wikimedia Commons har flere filer relateret til John I. Thornycroft & Company